# Hjalmar Pettersson
Johan Hjalmar Pettersson (Upsália, 7 de dezembro de 1906 — Upsália, 25 de agosto de 2003) foi um ciclista sueco. Representou seu país, Suécia, em duas provas de ciclismo de estrada nos Jogos Olímpicos de Verão de 1928, realizadas da cidade de Amsterdã.